# Hexatoma atripes
Hexatoma atripes är en tvåvingeart som beskrevs av Alexander 1934. Hexatoma atripes ingår i släktet Hexatoma och familjen småharkrankar. Inga underarter finns listade i Catalogue of Life.